# The Stepmother
Pour plus de détails, voir Fiche technique et Distribution.
The Stepmother est un film américain réalisé par Howard Avedis, sorti en 1972. Le film fut nommé pour l'Oscar de la meilleure chanson originale.

## Fiche technique
- Titre : The Stepmother
- Réalisation : Howard Avedis
- Scénario : Howard Avedis
- Photographie : Jack Beckett
- Pays d'origine : États-Unis
- Format : Couleurs - 1,85:1 - Mono
- Genre : drame
- Date de sortie : 1972

## Distribution
- Alejandro Rey : Frank Delgado
- John Anderson : Inspecteur Darnezi
- Katherine Justice : Margo Delgado
- Larry Linville : Dick Hill
- Marlene Schmidt : Sonya Hill
- Claudia Jennings : Rita